# Euthalia nodrica
Euthalia nodrica är en fjärilsart som beskrevs av Jean Baptiste Boisduval. Euthalia nodrica ingår i släktet Euthalia och familjen praktfjärilar. Inga underarter finns listade i Catalogue of Life.